# Gordan Vidović
Gordan Vidović (Szarajevó, 1968. június 23. –) bosnyák származású, belga válogatott labdarúgó.
A belga válogatott tagjaként részt vett az 1998-as világbajnokságon.